# Мічман
Мі́чман (від англ. midshipman) — військове звання у військово-морських силах Військово-Морських Силах ЗСУ та Морської охорони України в 1991—2020 роках. Звання мічмана присутнє в військово-морських силах багатьох держав.

## Історія появи і використання
Військова кваліфікація і службове положення осіб, яким надавалося це звання, неодноразово змінювалися. Спочатку звання надавалося морякам парусного флоту, що виконували відповідну посаду — мічмани несли службу на крупних парусниках приблизно посередині палуби (звідси і назва посади) і забезпечували точне виконання командою наказів капітана або вахтового начальника, яким поставлені вітрила часто обмежували огляд середньої і носової частини палуби. Для напрацювання практики на цю посаду часто призначали кандидатів на надання офіцерського чину (гардемаринів).
Звання мічмана як правило надається після закінчення відповідних шкіл (курсів). Військове звання мічмана існує і у ВМФ (ВМС) деяких інших держав. Проте слід мати на увазі, що англомовне «Ensign», яке зазвичай перекладається українською як «мічман», відповідає за рангом званню лейтенанта ВМС України (відповідника молодшому лейтенантові в більшості країн не існує), а українське «мічман» за рангом відповідає званню уоррент-офіцер (англ. Warrant Officer) у англомовних країнах.
Що стосується звання «Midshipman», від якого пішло слово «мічман», то в англомовних країнах воно вийшло з ужитку в регулярному флоті. У Великій Британії це звання надається курсантам старшого курсу військово-морського коледжу, в США — курсантам військово-морського училища (військово-морської академії).

## Україна

### Український Державний Флот (Гетьманат)(1918)
Мічман — військове звання молодшого офіцерського (обер-старшинського) складу. Еквівалентом звання в Сухопутних силах було військове звання «значковий». Мічман був вище за рангом від гардемарина та нижче від лейтенанта. Сучасним еквівалентом звання в Військово-Морських силах ЗСУ є звання старший лейтенант.
Знаки розрізнення в Українського Державного Флоту були введені Наказом по Морському відомству ч. 166/28 від 15 липня 1918 року і розміщувалися на погонах зі округленим кінцем, а також на рукавах. Звання розрізнялися певною кількістю стрічок, різної ширини. Знаки розрізнення на погонах та на рукавах, мали деяку різницю, верхня стрічка на рукавах мала петлю (як у знаків розрізнення британського Королівського Військово-Морського флоту та Військово-Морського флоту російського Тимчасового уряду). Знаками розрізнення мічмана були дві стрічки (середня, нижче якої йшла вузька). На погонах вище стрічок розміщувалося зображення якорю, а на рукавах — тризуб.
| Нижче за рангом: Гардемарин | Український Державний Флот Мічман (1918) | Вище за рангом: Лейтенант |

### Звання вВійськово-Морських Силах Збройних Силах України(1991—2020)
Військово-Морські Сили них ЗС України, які були засновані у 1991 році внаслідок розпаду СРСР з частини Чорноморського флоту ВМС СРСР, перейняли радянський зразок військових звань, а також радянських знаків розрізнення. Серед військових звань були присутні звання мічман та старший мічман (армійськими еквівалентами були звання прапорщик та старший прапорщик. Мічман був вище за рангом від головного корабельного старшини, та нижче від старшого мічмана. 
Знаками розрізнення мічмана  були дві зірки, розташовані вздовж вісі погону (знаки розрізнення перейняті від Радянського флоту і які були введені в ньому в 1971 році).

#### Зміни2009року
В 2009 році була зроблена спроба зміни знаків розрізнення військовослужбовців Збройних сил України.  Ці нововведення були спрямовані на наближення до стандартів НАТО. Знаки розрізнення флотських офіцерів залишалися лише у вигляді комбінації стрічок на погонах та рукавах, сержантський та старшинський склад отримував кутові шеврони на погони чи рукава (в залежності від типу однострою). Слід зауважити, що знаки розрізнення мічманів та прапорщиків повинні були наближені до сержантського складу (раніше мали знаки розрізнення подібні до офіцерів). Знаками розрізнення мічмана за цими нововведеннями ставали чотири шеврони (кути), нижче яких був дуговий шеврон. Старший мічман мав відповідні знаки розрізнення з додаванням п’ятипроменевої зірки між кутовими та дуговим шевронами.
Експериментальні знаки розрізнення 2009 року повністю не набули широкого вжитку. 

#### Реформа2016року
05.07.2016 року був затверджений Президентом України «Проєкт однострою та знаки розрізнення Збройних Сил України», де серед іншого були розглянуті зміни серед військових звань та нові знаки розрізнення військовослужбовців, які стали відрізнятися від попередніх побудованих за радянським зразком. Здебільшого нововведенні знаки розрізнення солдатського, матроського, сержантського та старшинського складу були побудовані на основі знаків розрізнення 2009 року. 
За Проєктом, військові звання прапорщиків та мічманів повинні були вийти з обігу.

#### Зміни2017року
18.07.2017 року вийшов наказ Міністерства оборони України №370 «Про затвердження Зразків військової форми одягу та загальних вимог до знаків розрізнення військовослужбовців та ліцеїстів військових ліцеїв» , де частково затверджуються нововведення 2016 року. Так вводилися перехідні знаки розрізнення зі збереженням старих військових звань зразка 1991 року. 
20.11.2017 року виходить наказ Міністерства оборони України №606 де уточнюються правила носіння і використання однострою військовослужбовцями. Для корабельного складу ВМС знаками розрізнення стають стрічки на рукавах та на погонах.
Мічман отримав знаки розрізнення у вигляді одного середнього діагонального шеврона (кут) під яким було два дугових шеврони. Необхідно зазначити, що відповідне за рангом звання у Сухопутних військах та в берегових частинах ВМС — «прапорщик», мав не відповідні знаки розрізнення, у вигляді одного середнього діагонального шеврона (кут) під яким був один дуговий.

#### Зміни2019року
В 2019 році Верховна рада України, затвердила законопроєкт яким скасовувалися звання прапорщик та мічман, а також вводилися нові сержантські та старшинські звання. 

#### Реформа2020року
30.06.2020 року виходить наказ Міністерства оборони України №238 «Про внесення змін до наказу Міністерства оборони України від 20 листопада 2017 року  №606» , де фігурують нові сержантські та старшинські звання та надано опис знаків розрізнення. Військові звання прапорщик, старший прапорщик, мічман та старший мічман в новій військовій ієрархії більше не фігурували. 
В Україні відбулася заміна звання прапорщика на штаб-сержанта, відповідно йому корабельне звання мічмана — на штаб-старшину. Для чого 17 листопада 2019 р. Верховна Рада України прийняла закон «Про внесення змін до деяких законодавчих актів України щодо виконання військового обов'язку та проходження військової служби» щодо запровадження нових сержантських звань у Збройних Силах України відповідно до стандартів НАТО (раніше зареєстрований за № 0906).
Знаки розрізнення мічмана, Україна
|      |      |           |               |           |
| 1918 | 1918 | 1991-2016 | 2009 (проект) | 2016-2020 |

## Інші країни

### Московська держава та Російська імперія (1716—1917)
У російському флоті вперше запроваджено в 1716 році як унтер-офіцерський чин. З 1732 до 1917 (окрім 1751—1758 років, коли чин мічмана знову відносився до унтер-офіцерів) мічман — перший офіцерський чин, — відповідав званню поручника в армії. Звання мічмана надавалося гардемаринам, що успішно витримали теоретичний і практичний іспити. Мічмани призначалися на посади командирів артилерійських башт кораблів, командирами плутонгів протимінної артилерії, штурманами малих бойових кораблів тощо.
У 1917 році Російська імперія припинила своє існування. 16 грудня 1917 року після Жовтневого перевороту декретом радянського керівництва було відмінено чини, звання та титули часів Російської імперії. Але цей чин як і інші, ще деякий час використовувався у Білих арміях (1917—1921).
Знаки розрізнення мічмана, Російська імперія та Російська республіка
|         |         |           |           |      |      |
| до 1909 | до 1909 | 1909—1917 | 1909—1917 | 1917 | 1917 |

### СРСР (1940—1991)
Після скасування персональних військових звань, в Радянській Росії (а з 1922 року в СРСР) склалася система вжитку посадових рангів. Знаки розрізнення Червоного Флоту, як і попередні часів Тимчасового уряду базувалися на комбінації стрічок різної ширини. 
За радянських часів військове звання мічмана вперше було введене Постановою РНК СРСР від 30 листопада 1940 року  як вище звання для старшин ВМФ СРСР, морських частин прикордонних і внутрішніх військ. Звання корабельного складу відповідало званню старшина у Сухопутних та Повітряних силах, та в берегових частинах ВМФ. Звання мічмана було вище за рангом від головного старшини, та нижче від звання молодший лейтенант. За знаки розрізнення в 1940 році мічман  отримав чотири вузькі стрічки на рукав вище яких була червона зірка з золотою облямівкою (до 1940 року такі знаки розрізнення використовував головний боцман).
В 1943 році в Червоній армії та флоті вводяться нові знаки розрізнення у вигляді погонів, які наблизили радянські знаки розрізнення до знаків розрізнення армії та флоту Російської імперії. Носій звання «мічман» отримує погони одну широку стрічку яка йшла вздовж погону. На російському імперському флоті, відповідні знаки розрізнення використовували старші боцмани і кондуктори. В цей же час відповідне армійське та берегове звання «старшина», отримує знаки розрізнення у вигляді широкої стрічки («лички»), від якої до основи погона йшла повздовжня широка стрічка, утворюючи характерний малюнок «молоток». Згодом мічман отримав знаки розрізнення за загальноармійським зразком.
В 1963 році старшинам та мічманам змінили знаки розрізнення, які стали виглядати як широка поздовжня стрічка на погоні. 
З 1 січня 1972 року в зв’язку з введенням в Збройних силах СРСР категорії прапорщиків і мічманів (указ Президії Верховної ради СРСР від 18 листопада 1971 року), звання мічман стало відповідати введеному в 1971 році в Сухопутних силах, військово-повітряних силах та берегових частинах ВМС званню прапорщик. Прапорщики та мічмани утворивши особливу категорію були вище за сержантів та старшин, але нижче за молодших офіцерів. За своїм службовим положенням, обов'язками і правам вони мали так само, як і прапорщики, статус близький до молодших офіцерів і були їх найближчими помічниками і начальниками для матросів (солдат) і старшин (сержантів) одного з ними корабля (частини). Званням відповідним старшині, серед корабельного складу ВМФ стає нововведене звання головного корабельного старшини, носії якого стали використовувати знаки розрізнення які раніше використовували мічмани. Нові знаки розрізнення мічманів (і прапорщиків) були побудовані не за зразком знаків розрізнення сержантів і старшин (комбінація стрічок різної кількості і ширини), а за зразком офіцерських знаків розрізнення (комбінація зірок). Погони мічмана не мали просвітів (малюнок погона був «шахівницею»), вздовж вісі погону було розміщено дві маленькі п’ятипроменеві (такого типу як у молодших офіцерів). Слід зауважити, що знаків розрізнення з однією зіркою на погонах мічмана чи прапорщика, ніколи не існувало. 
Також мічмани та прапорщики отримали на рукави кутові шеврони за кількістю років служби. Мічман на першому році служби мав один вузький шеврон, на другому — два, на третьому — три, на четвертому — один широкий шеврон. На п’ятому — дев’ятому роках служби, мічман носив на рукаві широкий кутовий шеврон, вище якого розміщувалася п’ятипроменева зірка; на десятому році служби і більше. Мічман носив один широкий шеврон, вище якого горизонтально розміщувалися дві зірки.
В 1981 році категорія прапорщиків і мічманів, поповнилася нововведеними званнями старший мічман (корабельний склад ВМФ) та старший прапорщик (всі інші). Знаками розрізнення нових звань, стали три зірки вздовж вісі погону.
Знаки розрізнення мічманів, СРСР
|           |           |           |           |           |
| 1940—1943 | 1943—1957 | 1957—1963 | 1963—1971 | 1971—1991 |

### Російська федерація (з 1991)
Після розпаду СРСР однією з країн, що утворилася на його руїнах стала  Російська Федерація. Збройні сили Російської Федерації, як і більшість новоутворених з уламків СРСР держав, перейняла радянську систему рангів та знаків розрізнення.
У військово-морських силах РФ присутні військові звання мічмана та старшого мічмана. Знаки розрізнення залишилися без змін, мічман має дві зірки на погоні, старший мічман — три. 

### Болгарія
В Військово-Морських силах Болгарії серед корабельного складу присутнє звання мічман, яке належить до сержантського та солдатського складу. 
Положення цього звання відповідає тому, яке мало звання мічман в Військово-Морських силах СРСР до 1971 року. Мічман старше за рангом від головного старшини і молодше від кандидата на офіцера. Знаками розрізнення сержантського складу є комбінація стрічок на погонах, для  мічмана це широка стрічка, вище якої йде вузька.

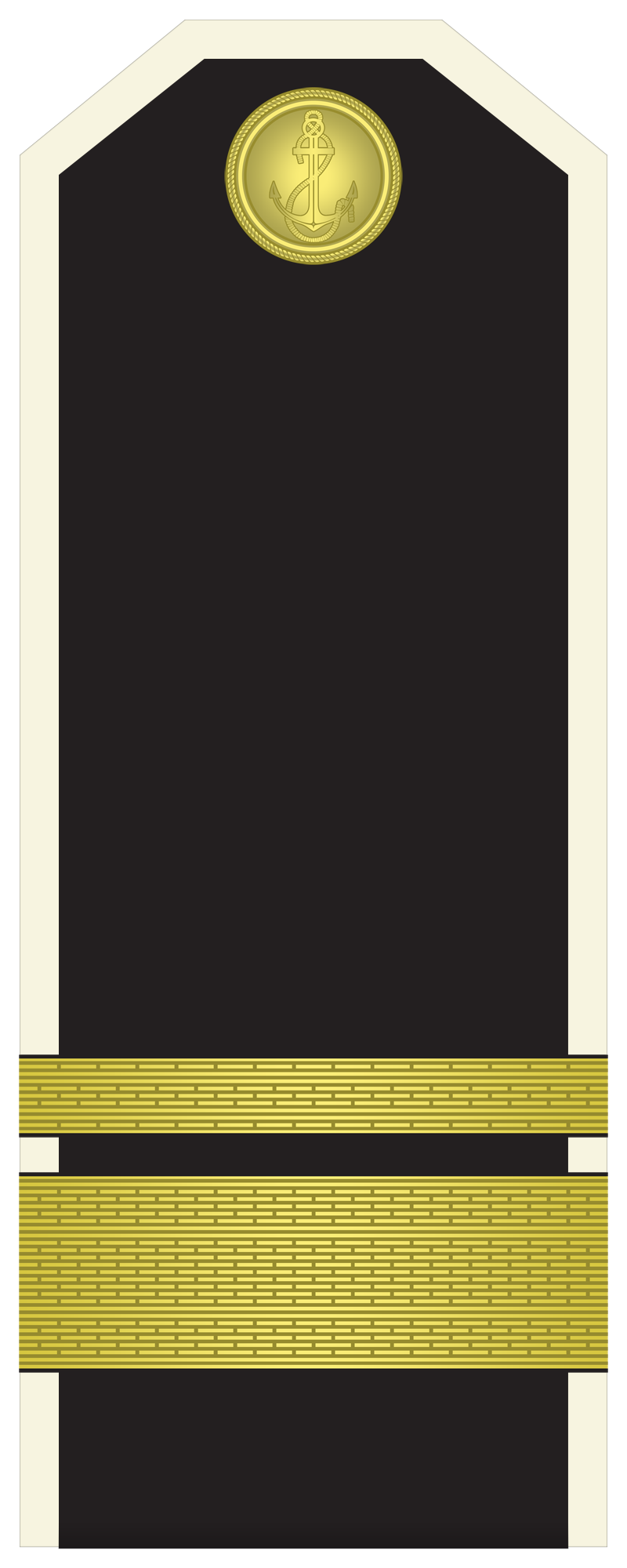
Мічман Військово-Морських сил Болгарії